# 史蒂芬·曼
史蒂芬·曼（1955年4月1日—）是一位英国化学家，布里斯托尔大学教授，博士毕业于牛津大学，导师R·J·P·威廉斯，2003年当选英国皇家学会会士，2011年获英国皇家化学学会颁发的德热纳奖，2016年获皇家学会颁发的戴维奖章。